# Xã Rarden, Quận Scioto, Ohio
Xã Rarden (tiếng Anh: Rarden Township) là một xã thuộc quận Scioto, tiểu bang Ohio, Hoa Kỳ. Năm 2010, dân số của xã này là 1.249 người.